# Hieracium stirovacense
Hieracium stirovacense là một loài thực vật có hoa trong họ Cúc. Loài này được Degen & Zahn mô tả khoa học đầu tiên năm 1906.